# Sagarancona
Sagarancona é um gênero de traça pertencente à família Autostichidae.